# Liga de Rugby del País Vasco 2016-17
La Liga de Rugby del País Vasco 2016-17 es la 3.ª edición de la competición desde su reestructuración en la temporada 2013-14. El torneo lo organiza la Federación Vasca de Rugby (Comité regional de la Federación Española de Rugby). La competición dio comienzo oficialmente el fin de semana del 1 y 2 de octubre de 2016.
En esta competición se aglutinan, además de los equipos del País Vasco, algunos equipos de la Comunidad Foral de Navarra y de la Comunidad Autónoma de La Rioja, dado que estos equipos anteriormente jugaban la primera división del campeonato regional de Navarra, que se decidió suprimir al haber una participación variable de entre 5 y 8 equipos, por lo que se decidió que estos se repartiesen entre las ligas vasca y aragonesa.
Para esta temporada se produjo el descenso de La Única RT tras una dura temporada en División de Honor B. A su vez, el Universitario de Bilbao ascendió cubriendo su plaza. Por último, el Iruña RC ascendió directamente como campeón de la Segunda División, mientras que el Gernika RT B hizo lo propio al ser subcampeón, dado que para esta temporada se habilitaron dos espacios más (de 8 equipos a 10), ningún equipo descendió de categoría.
Al final de la temporada el campeón fue el equipo navarro La Única RT, seguido del alavés Escor Gaztedi. Ambos equipos promovieron a la fase de ascenso a División de Honor B, siendo ambos eliminados por el VRAC Quesos Entrepinares B. El último clasificado fue el navarro Iruña RC, que descendió automáticamente a Segunda División Vasca para la temporada siguiente.

## Sistema de competición
El sistema de competición se ha cambiado para esta temporada, cambiando las tradicionales «dos fases» por una liga regular a dos vueltas (partidos de ida y vuelta), de un total 10 equipos. Los dos mejores clasificados al finalizar las dieciocho jornadas de temporada regular podrán optar a jugar la promoción de ascenso a División de Honor B con el resto de ganadores de las ligas regionales de rugby. Este sistema da un total de 18 jornadas de liga y noventa partidos.

### Sistema de puntuación
- Cada victoria suma 4 puntos.
- Cada empate suma 2 puntos.
- Cuatro ensayos en un partido suma 1 punto de bonus [ofensivo].
- Perder por una diferencia de siete puntos o inferior suma 1 punto de bonus [defensivo].

### Ascensos y descensos
Desde la temporada 2014-2015 el sistema de ascensos y descensos es el siguiente:
- Descenso directo para el último clasificado al final de las dieciocho jornadas.
- Promoción para el penúltimo clasificado al final de las dieciocho jornadas (jugará contra el subcampeón de la Segunda División).
- Promoción de ascenso para los dos primeros clasificados.

## Equipos
| Equipo                 | Ciudad                    | Estadio                       | Entrenador     |
| ---------------------- | ------------------------- | ----------------------------- | -------------- |
| Atletiko San Sebastián | San Sebastián             | Campo de Ayete                | ?              |
| Escor Gaztedi          | Vitoria                   | Estadio Gamarra               | Miguel Beltrán |
| Hernani CRE "B"        | Hernani (Guipúzcoa)       | Landare Toki                  |                |
| Gernika RT "B"         | Guernica y Luno (Vizcaya) | Campo de rugby Urbieta        |                |
| Getxo RT "B"           | Guecho (Vizcaya)          | Ciudad Deportiva de Fadura    |                |
| Iruña RC               | Pamplona                  | Campo de rugby UNAV           |                |
| La Única RT            | Pamplona                  | Polideportivo UPNA            |                |
| Menditarrak            | Baztan (Navarra)          |                               |                |
| Garabi Ordizia "B"     | Ordicia (Guipúzcoa)       | Estadio Municipal de Altamira |                |
| RC Rioja               | Logroño                   | Campo de Prado Viejo          |                |

### Equipos por provincias
Para esta temporada, los equipos guipuzcoanos superan a los vizcaínos en uno, por el ascenso del Universitario de Bilbao, mientras que los navarros pasan de tener a un único equipo, el Menditarrak, a tres debido al descenso de La Única y el ascenso del Iruña.
| Provincia              | N.º | Equipos                                                 | Mapa |
| ---------------------- | --- | ------------------------------------------------------- | ---- |
| Guipúzcoa (País Vasco) | 3   | Garabi Ordizia "B" Hernani CRE B Atlético San Sebastián |      |
| Navarra                | 3   | Iruña RC La Única RT Menditarrak                        |      |
| Vizcaya (País Vasco)   | 2   | Gernika RT "B" Getxo RT B                               |      |
| Álava (País Vasco)     | 1   | Escor Gaztedi                                           |      |
| La Rioja               | 1   | RC Rioja                                                |      |

## Clasificación
Actualizado a últimos partidos disputados el 5 de febrero de 2017.
|  |     | Equipos                |  | PJ | PG | PE | PP | GF  | GC  | Dif  | PBO | PBD | Pts |
|  | --- | ---------------------- |  | -- | -- | -- | -- | --- | --- | ---- | --- | --- | --- |
|  | 1.  | La Única RT            |  | 18 | 17 | 0  | 1  | 649 | 179 | +269 | 14  | 0   | 82  |
|  | 2.  | Escor Gaztedi          |  | 18 | 16 | 0  | 2  | 639 | 202 | +278 | 12  | 1   | 78  |
|  | 3.  | Getxo RT "B"           |  | 18 | 13 | 0  | 5  | 477 | 195 | +154 | 7   | 2   | 61  |
|  | 4.  | Garabi Ordizia "B"     |  | 18 | 13 | 0  | 5  | 459 | 271 | +90  | 3   | 4   | 59  |
|  | 5.  | Atlético San Sebastián |  | 18 | 9  | 0  | 9  | 392 | 373 | +19  | 5   | 4   | 45  |
|  | 6.  | Menditarrak            |  | 18 | 7  | 1  | 10 | 325 | 396 | -71  | 1   | 5   | 36  |
|  | 7.  | Hernani CRE "B"        |  | 18 | 6  | 1  | 11 | 335 | 394 | -59  | 3   | 3   | 32  |
|  | 8.  | RC Rioja               |  | 18 | 4  | 1  | 13 | 267 | 512 | -205 | 2   | 8   | 28  |
|  | 9.  | Gernika RT "B"         |  | 18 | 2  | 3  | 13 | 218 | 690 | -159 | 0   | 2   | 16  |
|  | 10. | Iruña RC               |  | 18 | 0  | 0  | 18 | 106 | 665 | -559 | 0   | 4   | 4   |

Pts = Puntos totales; PJ = Partidos Jugados; G = Partidos Ganados; E = Partidos Empatados; P = Partidos Perdidos; PF = Puntos a favor; PC = Puntos en contra; Dif = Diferencia de puntos; PBO = Bonus ofensivos; PBD = Bonus defensivos
|  | Promoción de ascenso a División de Honor B |
|  | Promoción de descenso a Euskal Liga 2      |
|  | Descenso a Euskal Liga 2                   |
|  | Campeón 2016-17                            |

## Resultados
Los horarios corresponden a la CET (Hora Central Europea) UTC+1 en horario estándar y UTC+2 en horario de verano.

### Fase regular

#### Primera vuelta
| La Única RT     | 32 - 15 | Garabi Ordizia RT      | Polideportivo UPNA         | 1 y 2 de octubre | ?     |
| Getxo RT (B)    | 17 - 14 | RC Rioja               | Ciudad Deportiva de Fadura | 1 y 2 de octubre | ?     |
| Hernani CRE (B) | 3 - 20  | Atletiko San Sebastián | Campo de Landare Toki      | 1 y 2 de octubre | ?     |
| Iruña RC        | 0 - 52  | Escor Gaztedi          | Campo de rugby UNAV        | 1 y 2 de octubre | ?     |
| Menditarrak     | 23 - 12 | Gernika RT (B)         | Campo de Elizondo          | 8 de octubre     | 16:30 |

| Escor Gaztedi     | 49 - 0 (enlace roto disponible en Internet Archive; véase el historial, la primera versión y la última).  | Menditarrak            | ?                          | 15 y 16 de octubre | ? |
| Garabi Ordizia RT | 45 - 12 (enlace roto disponible en Internet Archive; véase el historial, la primera versión y la última). | Iruña RC               | ?                          | 15 y 16 de octubre | ? |
| Hernani CRE (B)   | 16 - 20 (enlace roto disponible en Internet Archive; véase el historial, la primera versión y la última). | La Única RT            | Ciudad Deportiva de Fadura | 15 y 16 de octubre | ? |
| RC Rioja          | 13 - 20 (enlace roto disponible en Internet Archive; véase el historial, la primera versión y la última). | Atletiko San Sebastián | Campo de Landare Toki      | 15 y 16 de octubre | ? |
| Gernika RT (B)    | 3 - 19 (enlace roto disponible en Internet Archive; véase el historial, la primera versión y la última).  | Getxo RT (B)           | ?                          | 15 y 16 de octubre | ? |

| Gernika RT (B)    | 5 - 39  | Atletiko San Sebastián | Campo de Urbieta           | 22 de octubre | 16:00 |
| Iruña RC          | 15 - 20 | Menditarrak            | Polideportivo UNAV         | 22 de octubre | 16:00 |
| Getxo RT (B)      | 11 - 12 | Escor Gaztedi          | Ciudad Deportiva de Fadura | 22 de octubre | 16:30 |
| La Única RT       | 94 - 0  | RC Rioja               | Polideportivo UPNA         | 22 de octubre | 17:00 |
| Garabi Ordizia RT | 17 - 8  | Hernani CRE (B)        | Estadio de Altamira        | 22 de octubre | 18:30 |

| Menditarrak     | 13 - 32 | Getxo RT (B)           | Campo de Lekaroz | 5 de noviembre | 16:00 |
| Gernika RT (B)  | 17 - 33 | La Única RT            | Campo de Urbieta | 5 de noviembre | 16:30 |
| Hernani CRE (B) | 30 - 5  | Iruña RC               | Landare Toki     | 5 de noviembre | 17:00 |
| RC Rioja        | 18 - 17 | Garabi Ordizia RT      | Prado Viejo      | 5 de noviembre | 17:00 |
| Escor Gaztedi   | 43 - 3  | Atletiko San Sebastián | Campo de Gamarra | 6 de noviembre | 11:30 |

| La Única RT            | 17 - 7  | Escor Gaztedi     | Polideportivo UPNA | 12 de noviembre | 16:00 |
| Atletiko San Sebastián | 16 - 19 | Menditarrak       | Campo de Ayete     | 12 de noviembre | 16:00 |
| Iruña RC               | 0 - 18  | Getxo RT (B)      | Polideportivo UNAV | 12 de noviembre | 16:00 |
| Hernani CRE (B)        | 21 - 0  | RC Rioja          | Landare Toki       | 12 de noviembre | 16:15 |
| Gernika RT (B)         | 7 - 20  | Garabi Ordizia RT | Campo de Urbieta   | 12 de noviembre | 17:15 |

| Getxo RT (B)   | 27 - 12 | Atletiko San Sebastián | Campo de Fadura  | 26 de noviembre | 12:00 |
| Menditarrak    | 11 - 32 | La Única RT            | Campo de Lekaroz | 26 de noviembre | 16:00 |
| Gernika RT (B) | 10 - 10 | Hernani CRE (B)        | Campo de Urbieta | 26 de noviembre | 16:00 |
| RC Rioja       | 32 - 3  | Iruña RC               | Prado Viejo      | 26 de noviembre | 17:00 |
| Escor Gaztedi  | 43 - 28 | Garabi Ordizia RT      | Campo de Gamarra | 27 de noviembre | 11:30 |

### Promoción de ascenso
Los dos primeros clasificados al final de la liga (campeón y subcampeón respectivamente) podrán optar a participar en la promoción de ascenso a División de Honor B para jugar la próxima temporada.

## Resultados en detalle

### Cuadro de resultados
| Clubs         | ASS   | EGRT  | HCRE  | GRT   | GRT  | IRC   | LÚRT  | BRT   | GORE  | RCR   |
| ------------- | ----- | ----- | ----- | ----- | ---- | ----- | ----- | ----- | ----- | ----- |
| Atletiko      |       | -     | -     | -     | -    | -     | -     | 16-19 | -     | -     |
| Escor Gaztedi | -     |       | -     | -     | -    | -     | -     | 49-0  | 43-28 | -     |
| Hernani       | 3-20  | -     |       | -     | -    | -     | 16-20 | -     | -     | 21-0  |
| Gernika       | 5-39  | -     | 10-10 |       | 3-19 | -     | -     | -     | 7-20  | -     |
| Getxo         | 27-12 | 11-12 | -     | -     |      | -     | -     | -     | -     | 17-14 |
| Iruña         | -     | 0-52  | -     | -     | 0-18 |       | -     | 15-20 | -     | -     |
| La Única      | -     | 17-7  | -     | -     | -    | -     |       | -     | 32-15 | 94-0  |
| Menditarrak   | -     | -     | -     | 23-12 | -    | -     | 11-32 |       | -     | -     |
| Ordizia       | -     | -     | 17-8  | -     | -    | 45-12 | -     | -     |       | -     |
| Rioja         | 13-20 | -     | -     | -     | -    | 32-3  | -     | -     | -     |       |

### Evolución de la clasificación
| Club                  | 1  | 2  | 3  | 4  | 5  | 6  | 7 | 8 | 9 | 10 | 11 | 12 | 13 | 14 | 15 | 16 | 17 | 18 |
| --------------------- | -- | -- | -- | -- | -- | -- | - | - | - | -- | -- | -- | -- | -- | -- | -- | -- | -- |
| Atletiko SS           | 3  | 3  | 3  | 4  | 5  | 5  |   |   |   |    |    |    |    |    |    |    |    |    |
| Escor Gaztedi         | 1  | 1  | 2  | 2  | 2  | 2  |   |   |   |    |    |    |    |    |    |    |    |    |
| Hernani CRE (B)       | 8  | 8  | 8  | 7  | 7  | 6  |   |   |   |    |    |    |    |    |    |    |    |    |
| Gernika RT (B)        | 4  | 9  | 10 | 10 | 10 | 9  |   |   |   |    |    |    |    |    |    |    |    |    |
| Getxo RT (B)          | 5  | 4  | 5  | 3  | 3  | 3  |   |   |   |    |    |    |    |    |    |    |    |    |
| Iruña RC              | 10 | 10 | 9  | 9  | 9  | 10 |   |   |   |    |    |    |    |    |    |    |    |    |
| La Única RT           | 2  | 2  | 1  | 1  | 1  | 1  |   |   |   |    |    |    |    |    |    |    |    |    |
| Menditarrak           | 7  | 6  | 6  | 6  | 6  | 7  |   |   |   |    |    |    |    |    |    |    |    |    |
| Garabi Ordizia RE (B) | 9  | 5  | 4  | 5  | 4  | 4  |   |   |   |    |    |    |    |    |    |    |    |    |
| RC Rioja              | 6  | 7  | 7  | 8  | 8  | 8  |   |   |   |    |    |    |    |    |    |    |    |    |

| Predecesor: Primera División Vasca 2015-2016 | Primera División Vasca 2016/17 | Sucesor: Primera División Vasca 2017-2018 |